# Valse kortvleugelige roofwants
De valse kortvleugelige roofwants (Coranus woodroffei) is een wants uit de familie van de roofwantsen (Reduviidae).

## Uiterlijk
Deze roofwants is grijsachtig. Hij is gewoonlijk kortvleugelig (brachypteer). De vleugels zijn dan heel kort. Hij komt echter ook weleens als langvleugelig (macropteer) voor. De onderkant van het achterlijf is grijsgeel met lichte vlekken. In het midden is er een donkerzwarte streep.
De lengte is 10–13 mm. 
Hij lijkt zeer veel op de kortvleugelige roofwants (Coranus subapterus). Verschil: het achterlijf is aan de onderkant grijsgeel zonder lichte vlekjes met in het midden een smalle zwarte streep, die minder ver doorloopt. De vleugelstompjes zijn iets minder sterk  gereduceerd en is het derde sprietlid is niet beduidend langer dan het tweede.

## Verspreiding en habitat
De soort wordt aangetroffen in Europa en Kazachstan en Siberië. Hij leeft op de bodem van struikheivegetatie op hogere zandgronden. Soms samen met de kortvleugelige roofwants, maar doorgaans onder vochtiger omstandigheden. 

## Leefwijze
Het voedsel bestaat o.a. uit larven van het heidehaantje (Lochmaea suturalis). uit insecten als kevers en vliegen. De eieren overwinteren. Volwassen wantsen worden waargenomen van begin juli tot eind oktober. Er is één generatie per jaar.